# Virgil Brenci
Virgil Brenci (Brașov, 2 gennaio 1947) è un ex sciatore alpino rumeno.

## Biografia
Sciatore polivalente, Brenci debuttò in campo internazionale in occasione della 4ª Coppa Vitranc, il 19 febbraio 1966 a Kranjska Gora in slalom gigante (51º); ai Mondiali di Val Gardena 1970, suo esordio iridato, si classificò 67º nella discesa libera, non completò lo slalom gigante e non si qualificò per la finale dello slalom speciale e agli XI Giochi olimpici invernali di Sapporo 1972, sua unica presenza olimpica nonché congedo agonistico, si piazzò 48º nella discesa libera, 33º nello slalom gigante, 20º nello slalom speciale e 6º nella combinata disputata in sede olimpica ma valida solo per i Mondiali 1972. Non debuttò in Coppa del Mondo.